# Zbudovice
Zbudovice (německy Sbudowitz) jsou malá vesnice, část obce Zbýšov v okrese Kutná Hora. Nachází se asi pět kilometrů severovýchodně od Zbýšova. Zbudovice jsou také název katastrálního území o rozloze 2,22 km².

## Historie
První písemná zmínka o vesnici pochází z roku 1362.

## Fotogalerie

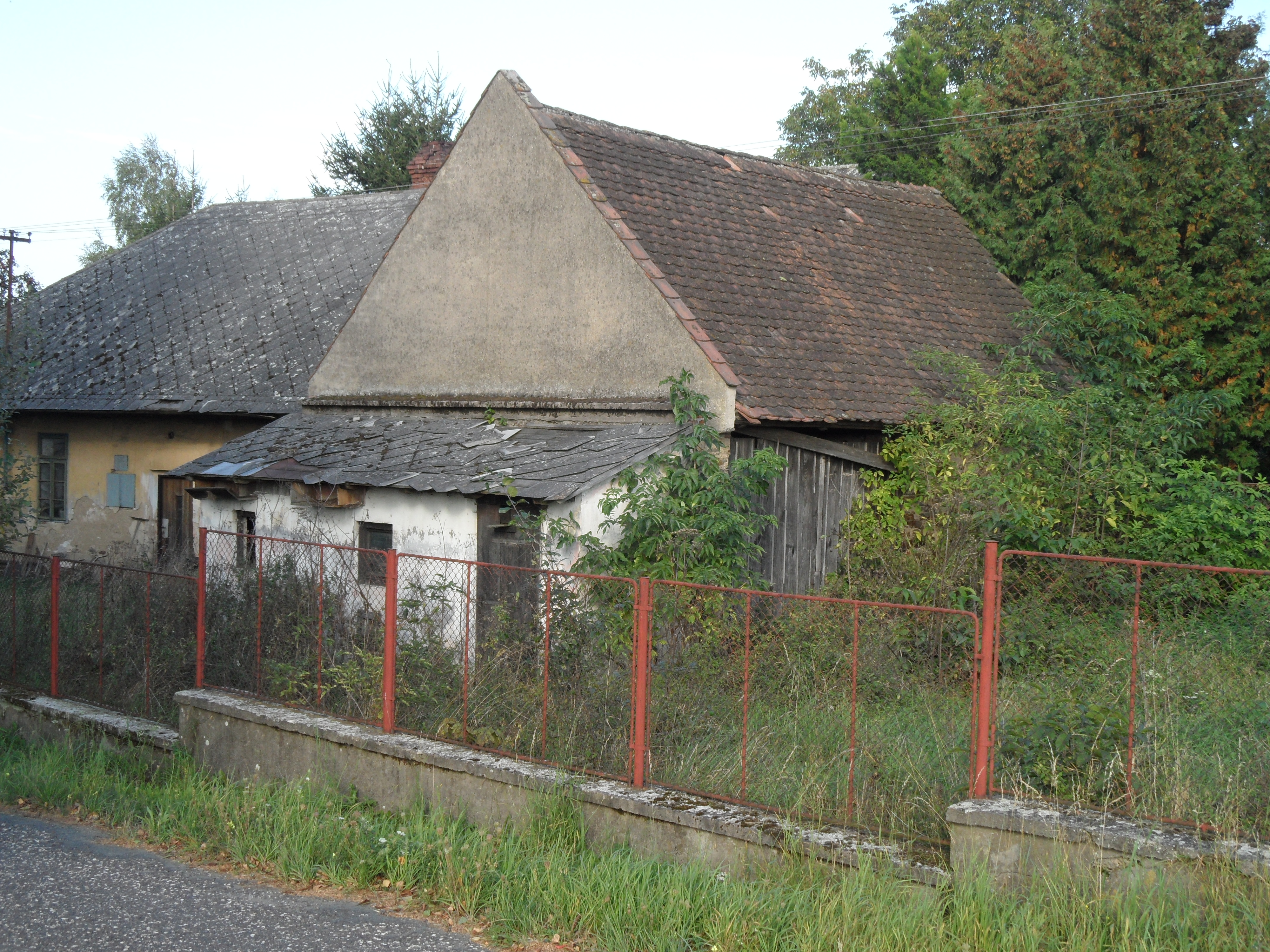
Starý dům
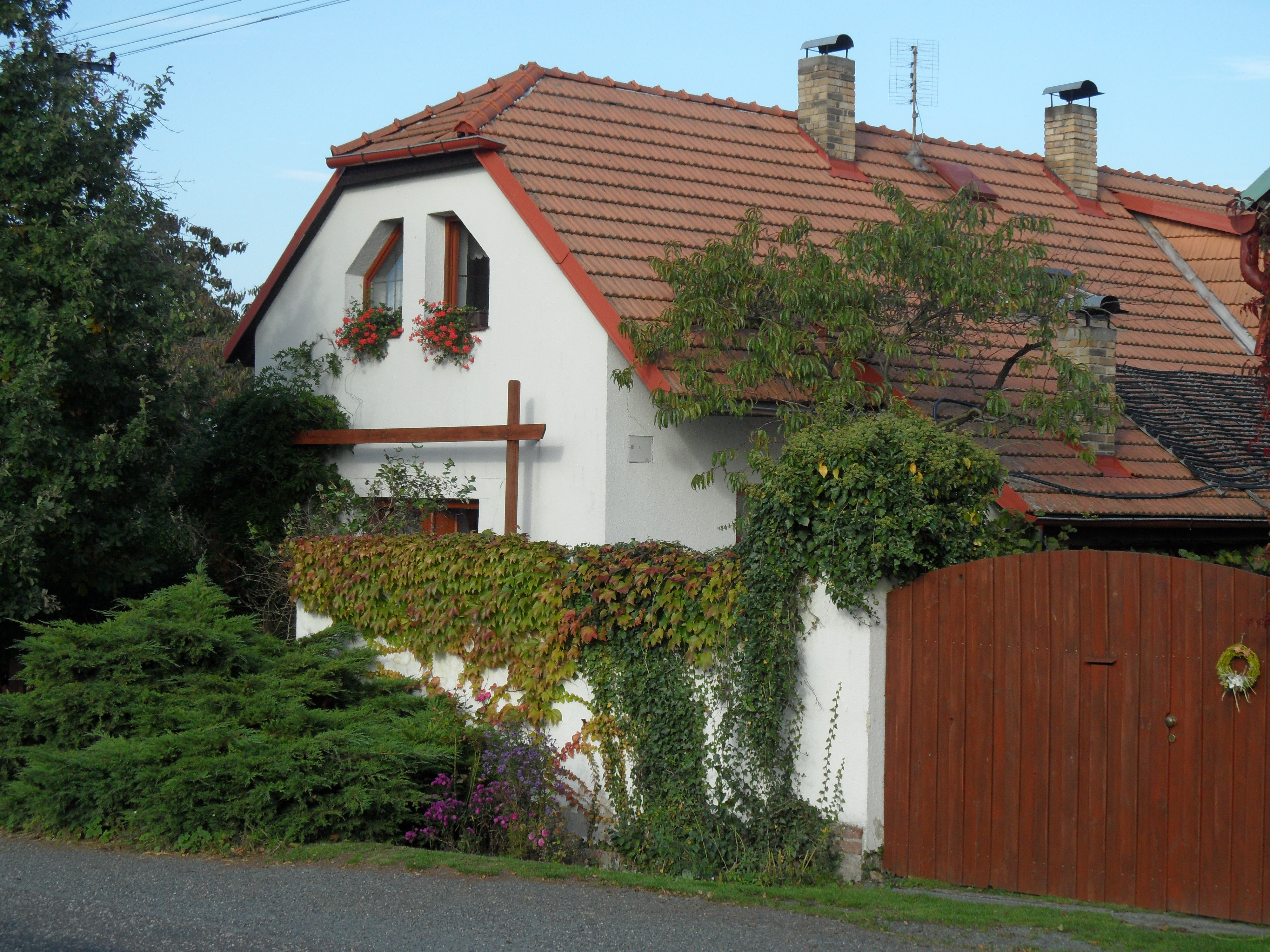
Rodinný dům
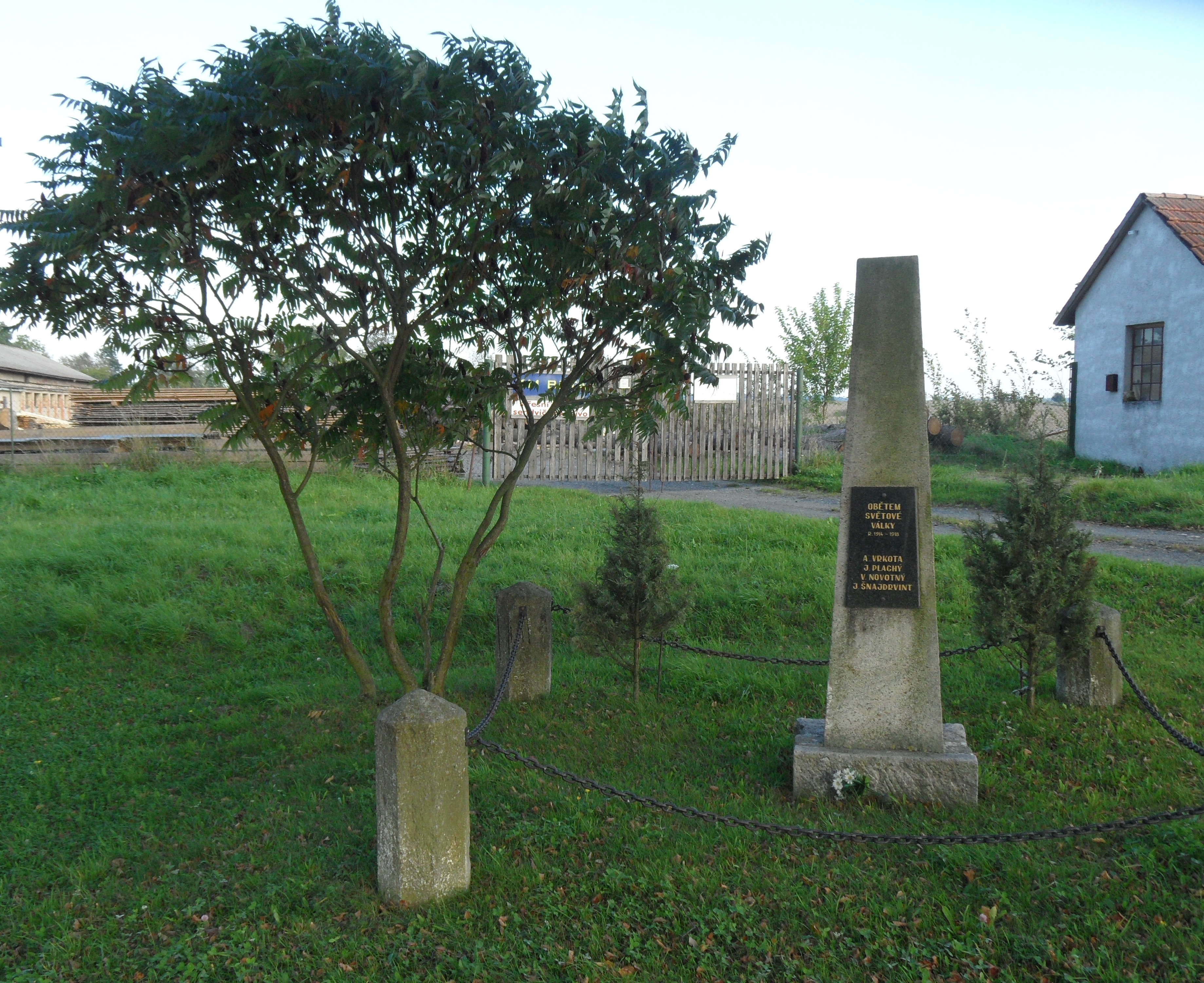
Památník obětem první světové války
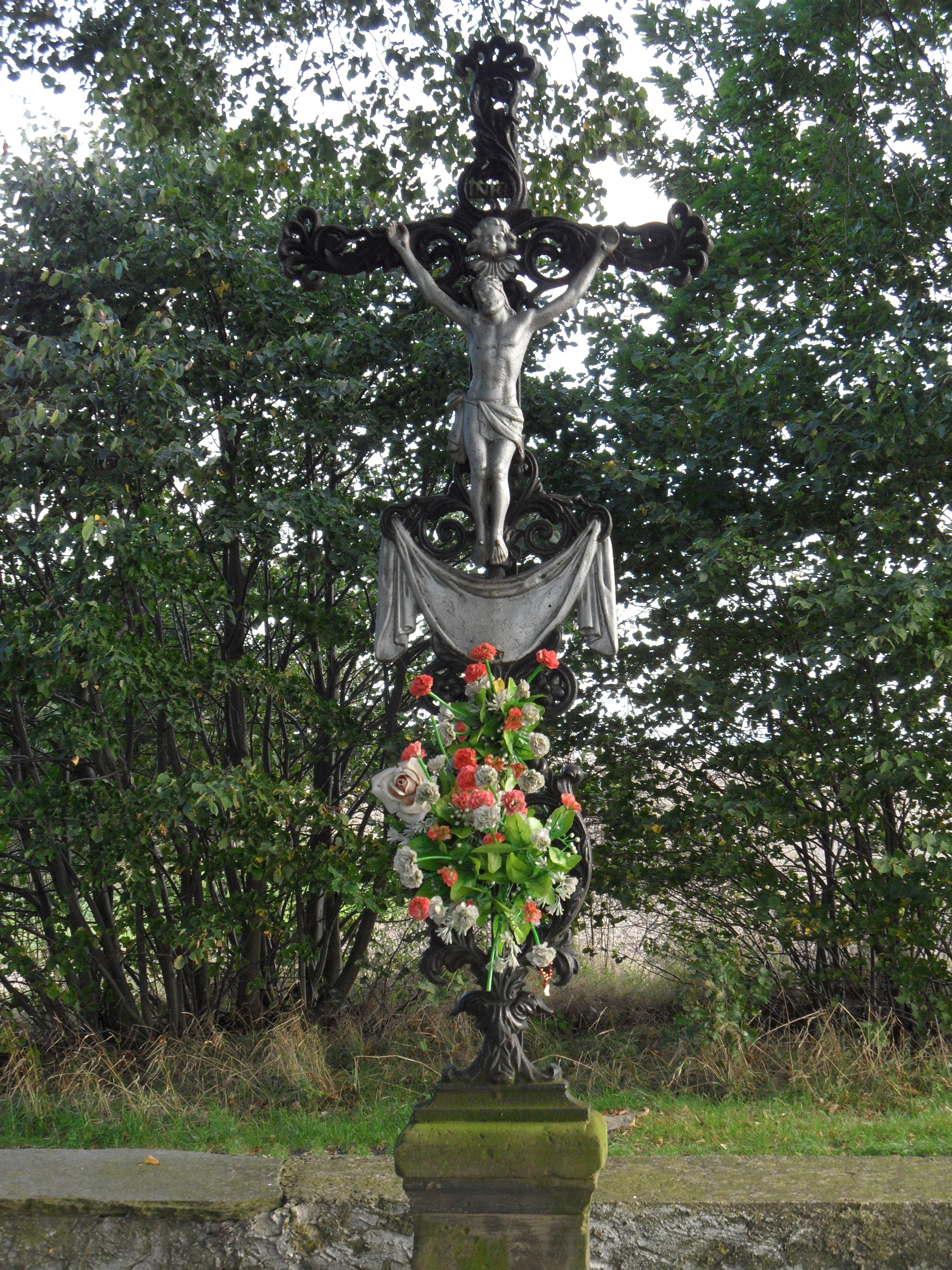
Detail křížku